# Manuel Andrada
Pour les articles homonymes, voir Andrada.
Manuel Andrada est un footballeur professionnel paraguayen, né le 16 janvier 1927.

## Biographie
Manuel Andrada quitte le Nacional FC Asuncion à l'âge de 25 ans, pour rallier le Nîmes Olympique lors de la saison de D1 1952-1953.
Il reste dans le club des Crocodiles, 5 saisons où il glane la Coupe Charles Drago 1956.
Par la suite, il joue au Club olympique Roubaix-Tourcoing pour la saison de D2 1957-1958 où il atteint les quarts de la coupe de France.
La saison suivante, il s'engage au Red Star où il termine à la 19e place.

## Palmarès
- Coupe Charles Drago : 1956 (Nîmes Olympique)